# Harige heidenachtloper
De harige heidenachtloper (Cymindis macularis) is een keversoort uit de familie van de loopkevers (Carabidae). De wetenschappelijke naam van de soort werd in 1824 gepubliceerd door Carl Gustaf Mannerheim in Entomographie de la Russie van Gotthelf Fischer von Waldheim. Ook Dejean wordt wel als de auteur van de naam genoemd, maar die nam in 1825 de naam als Cymindis macularis Mannerheim over uit Fischer von Waldheim, een werk dat in Moskou verscheen en zeldzaam is.